# Dubravica (ort i Bosnien och Hercegovina)
Dubravica är en ort i Bosnien och Hercegovina.   Den ligger i entiteten Federationen Bosnien och Hercegovina, i den centrala delen av landet, 70 km norr om huvudstaden Sarajevo. Dubravica ligger 381 meter över havet och antalet invånare är 3 868.
Terrängen runt Dubravica är lite kuperad, och sluttar norrut. Närmaste större samhälle är Zavidovići, 2,5 km öster om Dubravica. 
I omgivningarna runt Dubravica växer i huvudsak lövfällande lövskog. Runt Dubravica är det ganska tätbefolkat, med 93 invånare per kvadratkilometer.